# Gerhardus Jonæ
Gerhardus Jonæ, död 1623 i Skellefteå socken, var en samisk kyrkoman och riksdagsman.

## Biografi
Gerhardus Jonæ (Gert Jonsson) är stamfader för den svenska adelsätten Graan och den idag förste kände samiske prästen. Han föddes på 1560-talet i Granbyn (Giertsjávrrie), Sorsele, av samiska föräldrar. Han kom att få utbildning av en kyrkoherde i Piteå, tillsammans med dennes söner. Han var först hovpredikant hos Johan III och utnämndes därefter, 1584, till kyrkoherde i Skellefteå församling. Samma år närvarade han vid Katarina Jagellonicas begravning i Uppsala.  År 1593 var Gerhardus Jonae en av undertecknarna till Uppsala mötes beslut men föll därefter i onåd hos hertig Karl. Han fick ändå behålla sitt ämbete och som deputerad vid riksdagen undertecknade han besluten från riksdagarna 1598 och 1607.

### Familj
Gerhardus var gift med Brita Andersdotter Grubb från Bureätten, dotter till kyrkoherden i Nederluleå socken Andreas Petri Grubb och svägerska till Nicolaus Olai Bothniensis. De var bosatta på Gran i Skellefteå. Ett av deras barn var landshövdingen Johan Graan, som tog sitt efternamn efter bostället.  Dottern Anna var gift med Umeås första borgmästare Daniel Jonsson Trast, och hennes systrar Brita och Kierstin var gifta med var sin bror Persson vilka grundade Torneå stad.